# Комбинированная отчётность
Комбинированная отчётность — вид консолидированной финансовой отчётности. Комбинированная отчётность предполагает создание групповой отчётности любых произвольно сгруппированных компаний, зачастую сгруппированные компании принадлежат одному инвестору или группе инвесторов.
Методика составления комбинированной отчётности не является предметом регулирования Международных стандартов финансовой отчётности, так как нет стандарта, который прямо регулировал бы составление такой отчётности. Однако особенность международных стандартов в том, что МСФО — это не набор стандартов, а набор принципов. Принципы определяют общие правила и не являются конкретными указаниями; МСФО не запрещает компаниям составлять комбинированную отчетность. Таким образом, комбинированная отчётность может вполне удовлетворять требованиям как МСФО, так других концепций и ныне действующих принципов составления финансовой отчётности. В настоящее время составление комбинированной финансовой отчетности не регулируется международными стандартами, однако данный вопрос рассматривается Комитетом по МСФО.
На практике распространена ситуация, когда несколько компаний фактически контролируются одним собственником, но юридически они не связаны между собой. Международные стандарты напрямую не позволяют выпустить финансовую отчетность группы, в которой нет четко определённой материнской компании. Как раз решением такой проблемы может стать подготовка комбинированной финансовой отчетности.

## Методика составления
На начальном этапе создания комбинированной отчётности формируются пакеты отчётности по каждой компании отдельно, а далее соответствующие показатели подразделений складываются; затем полностью исключаются внутригрупповые операции и остатки, нереализованные внутригрупповые прибыли и убытки. Основным отличием комбинированной отчетности от консолидированной является то, что в консолидированной показывается капитал только материнской компании, а в комбинированной капиталы компаний складываются, так как между ними нет отношений «мама — дочка» и они просто принадлежат одному лицу либо группе лиц.
При составлении такой отчётности важно выполнение следующих условий:
- одинаковая учётная политика объединяемых предприятий;
- финансовой отчётность объединяемых предприятий должна быть сформирована на одну отчётную дату;
- раскрытие причин составления комбинированной отчетности, основ определения периметра консолидации. Эта информация необходима для пользователей в целях понимания того, почему именно те или иные компании вошли в группу[2][6].

### Определение периметра комбинации
Определить периметр консолидации — значит очертить круг компаний, информация о которых будет использована в целях формирования финансовой отчётности группы.
Ключевое отличие комбинированной отчётности от консолидированной — это возможность сформировать комбинированную отчётность для группы, в которой отсутствует чёткая юридическая структура. Это даёт возможность манипулировать данными в финансовой отчётности, и, таким образом, позволяет «улучшить» отчётность. Это можно сделать, например, такими способами:
- включением «лишней» компании в периметр комбинации:

Группа компаний А, В, С, D нуждается во внешнем финансировании. Для этого она собирается выпустить комбинированную отчётность в соответствии с МСФО. Подготовив проект отчётности, компания остается недовольна полученными финансовыми результатами и решается на манипуляцию с отчётностью. Для этого создаются оффшорные фирмы E и F. Компания Е приобретает часть продукции группы по рыночным ценам и перепродает её компании F c наценкой 25 процентов. Конечные потребители закупают продукцию группы у компании F по рыночным ценам.
В «улучшенном» варианте комбинированной отчётности группы компанию E включают в периметр комбинации, а компания F остается вне периметра. Таким образом, группа увеличивает выручку и получает «бумажную» прибыль на продажах, осуществляемых компанией Е.

- исключением «лишней» компании из периметра комбинации:

Существует Группа компаний А, В, С, D. На компанию D переводят некоторые расходы других компаний Группы. После этого компанию D исключают из периметра комбинации. В результате финансовый результат деятельности Группы А, В, С улучшается.

Нужно также отметить, что получить аудиторское заключение от серьёзной аудиторской компании на такую отчётность весьма затруднительно. Существуют, однако, компании, которые аудируются в Большой четвёрке и получают положительные аудиторские заключения, например одна крупнейших финансово-промышленных групп России «Альфа-Групп».